# Google Shopping
Google Shopping (anciennement Google Product Search, ou Froogle), est un site de commerce électronique et un comparateur de prix fourni par Google, qui regroupe dans un annuaire des produits mis en vente sur le web. Bien que ressemblant à un comparateur de prix, Google utilise un algorithme proche de son moteur de recherche classique pour gérer les classements de produits. Le 31 mai 2012, Google annonce que Google Product Search devient Google Shopping, un service monétisé auprès des vendeurs eux-mêmes, qui doivent payer Google pour que leurs produits soient représentés sur son service.

## Historique

### Google Product Search
Google Product Search s'appelait initialement « Froogle », mot-valise qui conjugue frugal et Google. Il est renommé le 18 avril 2007 en Google Product Search pour des raisons de nom de marque et de copyright qui pourraient freiner son internationalisation, d'après Marissa Mayer (alors vice-présidente responsable du produit Search et de l'expérience utilisateur).
Google Product Search était différent de la plupart des autres services de comparaison de produits, puisqu'il ne faisait pas payer la présence des produits dans son comparatifs, et n'acceptait pas que des fournisseurs payent pour être présents en tête de liste des résultats. De plus le service ne touchait aucune commission sur les ventes. Chaque entreprise pouvait soumettre ses produits via Google Base, ou soumettre une requête pour qu'ils soient inclus. Google se finançait sur l'affichage de publicités Adwords sur le côté de la page.
Froogle est officiellement lancé en décembre 2002, après plusieurs années d'activité en version beta. Le recours au langage WLM permet d'accéder au service via un téléphone mobile ou tout autre appareil sans fil qui le supporte.

### Google Shopping
Le 31 mai 2012, Google Product Search est renommé Google Shopping, et effectue une transition vers un service monétisé. Les résultats de recherche sont basés à la fois sur la pertinence des résultats et sur le montant payé par les marchands pour être présents sur le service ; les petites structures sont donc placées en situation d'infériorité à cet égard, et beaucoup craignent de ne pas pouvoir faire face aux budgets marketing dédiés des grands groupes. De plus, Google Catalogues doit rejoindre à terme Google Shopping.
Il faut distinguer deux produits :
- les résultats qui s'affichent dans le moteur de recherche, qui ne sont pas payés par les marchands mais financé par la publicité (explicitement présentée comme telle) ;
- les résultats qui s'affichent dans la plateforme dédiée, à l'adresse google.com/shopping, financés à la fois par la publicité AdWords et par les contributions individuelles des marchands pour que leurs produits soient présents.

Le nouveau service Google Shopping se base sur un modèle dit de paid inclusion, c'est-à-dire que le paiement effectué par les entreprises ne garantit pas d'être bien classé pour des termes de recherche en particulier (ce qui relève d'AdWords), mais pour une visibilité plus générale (évaluée par nombre de clics et ventes de produits). Le classement dépend donc d'une combinaison de pertinence perçue et de prix offert par le marchand.
Google Shopping intègre aussi des badges « Trusted Store » (« marchand de confiance ») dans ses listes, qui concerne les marchands participant au programme ; ces badges seront intégrés à AdWords.

### En France
Le 21 octobre 2010, le service arrive en France. Le comparateur de prix remplace Google Livres dans les raccourcis qui se trouvent en haut à gauche du moteur de recherche. Il y est nommé Achats tandis que dans les raccourcis de gauche, il est nommé Shopping avec une étiquette jaune.
Il y est référencé de nombreux grands sites de vente en ligne parmi Alapage, Darty, Fnac.com, La Redoute, Pixmania.com, PriceMinister et Rue du commerce.

## Amende infligée en 2017 par l'Union européenne pour abus de position dominante
Le 27 juin 2017, Margrethe Vestager, commissaire européenne à la concurrence, inflige à Google une amende de 2,42 milliards d'euros, pour abus de la position dominante de son moteur de recherche pour donner un avantage illégal à son propre service de comparateur commercial, en violation de la législation antitrust européenne.
Depuis 2008 en effet, Google accorde dans son moteur de recherche un traitement préférentiel à son propre site de comparaison, Froogle/Google Shopping, malgré les insuffisances de ce service ; dans le même temps, Google attribue un ranking dégradé aux services concurrents de Froogle, faussant gravement la concurrence dans tous les pays de l'Union européenne où il propose des services de comparateurs commerciaux. Cette atteinte à la libre concurrence a commencé en 2008 en Allemagne et au Royaume-Uni, puis en France, en Italie, aux Pays-Bas, en Espagne, puis en République tchèque, avant de frapper enfin l'Autriche, la Belgique, le Danemark, la Norvège, la Pologne et la Suède.
Selon la Commission européenne, ce sont donc au total 418 millions de citoyens de l'Espace économique européen qui auraient été frappés par les méthodes illégales de Google.
Au-delà de cette amende, des dommages-intérêts pourraient être exigés de Google s'il ne met pas sous 90 jours son référencement de Google Shopping en conformité avec la législation européenne.

## API
L'API utilisé pour Google Shopping est « Content API for Shopping ».